# 辛明 (三国演义)
辛明，是《三国演义》中的虚构人物，袁紹的部将。
曹操奇襲乌巢成功，听从荀攸的计策，散布流言说自己一路派兵攻打鄴城，一路派兵攻打黎陽，断袁绍退路。袁紹得知大惊，急派袁谭分兵五万救邺郡，辛明分兵五万救黎阳，连夜起行。曹操察知，率大军直攻袁紹軍大营。曹操获得大勝，官渡之战最終以曹操的勝利告終。